# Chōkō-ji

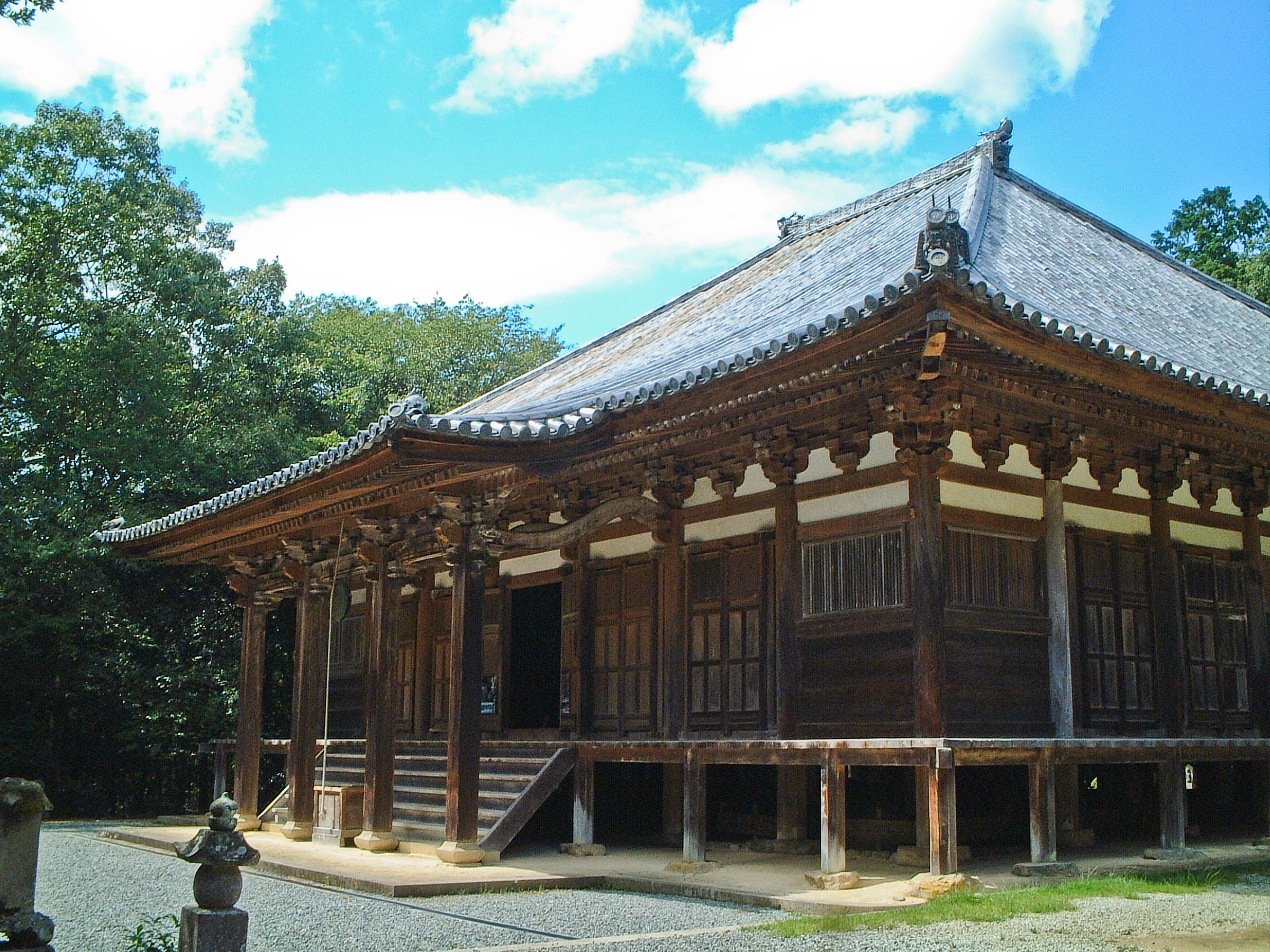
Le bâtiment principal, trésor national du Japon

Chōkō-ji (朝光寺 Chōkōji) est un temple bouddhiste situé à Yashiro, préfecture de Hyōgo au Japon.

## Histoire
Selon les archives officielles du temple, celui-ci est d'abord construit sur le mont Gongen au VIIe siècle, par Hodo-Shonin. En 1185, le temple est transféré à son emplacement actuel. Sur le sutra de ce temple, il est écrit que l'autel bouddhiste et la principale sculpture du Bouddha ont été créés en 1413.

## Objet de culte
Juchimen-Kannon

## Biens culturels
Le temple possède un trésor national du Japon et un bien culturel important désignés par l'administration japonaise.

### Trésor national
Le bâtiment principal

### Bien culturel important
Le shōrō